# Borbotana eburneifera
Borbotana eburneifera là một loài bướm đêm trong họ Noctuidae.